# 日本の上代文学史
日本の上代文学史（にほんのじょうだいぶんがくし）は、上代（およそ奈良時代まで）の日本文学の歴史である。

## 概略
上代文学の作品は、神話・伝説・歌謡・和歌・漢詩文・伝記・歴史・地誌など多岐にわたるが、著作数そのものは多くない。内容として古代を含んでいても、現存する著作はいずれも奈良時代のものである。
漢字が伝来するまで文字を持たなかった日本人は、口述で神話や伝説を伝えてきた（口承文学）。この口承文学の時点で、「宣る」「歌ふ」「語る」「申す」「唱ふ」「告ぐ」など、様々な言語行為が存在したと推定される。中国大陸から朝鮮半島を経由して漢字が輸入されると、漢語と漢文を規範とした文字表記が生まれる。ただし、文字を使用できたのはごく一部の知識人に限られ、当初は中国人が読むような字音で読まれ、文字記録は渡来人が担当した。彼らの子孫は「文」や「史」の氏姓を名乗った。やがて、漢字による口承文学の表記が始まり、6世紀以降、神話や伝説などの記録が始まったと考えられる。この間に、自分達の話し言葉に漢字を当てはめた万葉仮名が生まれた。
奈良時代の律令国家の発展とともに、天皇中心の氏族伝承が記録され、『古事記』と『日本書紀』が生まれた（「記紀」）。『古事記』は準漢文体、『日本書紀』は純漢文体で書かれており、「中国大陸の先進文化への憧れ」と「日本の国語への内省」という二面性が看取できる。この二面性が相互に影響し合いながら、上代文学の発展をもたらした。例えば、『日本書紀』や『常陸国風土記』の本文は漢文的修辞に傾倒したが、収録された歌謡は口承を記録するための万葉仮名で記録され、言霊信仰に基づく祝詞や宣命は宣命体という新たな文体で記録された。
上代文学は主として古代貴族階級が生み出し、貴族階級によって享受された。大和国を中心とすることから、「大和時代の文学」とも称される。
記紀は歴史書であるが、神話・伝承や歌謡・和歌を多く含み、古代の日本人の感性と思想がうかがえる。『風土記』は各国の地理や物産、地名などに関わる伝承を記録し、『古事記』『日本書紀』を補う資料として注目される。
『懐風藻』は日本最古の漢詩集、近江朝から奈良時代中期までの漢詩120首が収録される。『万葉集』は万葉仮名で書かれ、日本文学を代表する和歌集である。万葉初期の作品には見られなかった個人としての作家性も、後期には多く見られるようになり、柿本人麻呂や山上憶良、大伴家持といった著名な歌人も登場した。

## 文学の周辺
遣隋使によって中国大陸から文化的に大きな影響を受けた。これは遣唐使に引き継がれた。

## 主な作品一覧
- 『三経義疏』聖徳太子
- 712年『古事記』稗田阿礼・太安万侶 / 神話、伝承
- 713年頃『風土記』 / 地誌
- 720年『日本書紀』舎人親王 / 神話、歴史
- 751年『懐風藻』未詳 / 漢詩集
- 759年以前『万葉集』大伴家持ら / 歌集
- 758年 - 822年頃『日本国現報善悪霊異記（日本霊異記）』景戒 / 説話
- 764年『百万塔陀羅尼経』
- 772年『歌経標式』藤原浜成 /  歌学書
- 797年『続日本紀』 / 歴史
- 807年『古語拾遺』斎部広成 / 神話

### 関連文献
単著
- 武田祐吉『上代國文學の研究』博文館、1921年3月
- 倉野憲司『上代文學新選』廣文堂、1929年2月
- 野村八良『上代文學に現れた日本精神』大岡山書店、1931年
- 橘純一『上代國文學の研究』成光館書店、1932年6月
- 菅原重兼『日本精神史としての上代文學の展開』金星堂、1934年2月
- 野村八良『上代文學史論』明治書院、1941年3月
- 竹野長次『上代文化：文学より見たる』東京堂、1943年6月
- 上村六郎『上代文学に現れたる色名色彩並に染色の研究』綜芸舎、1957年7月
- 緒方惟精『上代国文学要講』地人書館、1958年5月
- 鵜殿正元『日本の上代文学』文化書房、1960年
- 緒方惟精『上代国文学』評論社、1961年6月
- 金子武雄『上代の呪的信仰：上代文学理解のために』新塔社、1968年
- 佐藤一芳『上代文学論考：万葉集九番の歌及び其の他の論考』初音書房、1976年12月
- 河野頼人『上代文学研究史の研究』風間書房、1977年3月
- 福島正義『日本上代文学と老荘思想』高文堂出版社、1983年10月。ISBN 4770700512
- 荻原浅男『上代文学論攷：記紀神話と風土』風間書房、1989年11月。ISBN 4759907432
- 小谷博泰『上代文学と木簡の研究』和泉書院〈研究叢書231〉、1999年1月。ISBN 4870889595
- 太田善麿『上代文学古典論』おうふう、1999年1月。ISBN 4273030543
- 高松寿夫『上代和歌史の研究』新典社〈研究叢書183〉、2007年3月。ISBN 9784787941831
- 烏谷知子『上代文学の伝承と表現』おうふう、2016年6月。ISBN 9784273037789
- 青柳まや『古代日本文学が物語る婚姻・出生伝承』花鳥社、2020年3月。ISBN 9784909832078
- 阪口由佳『上代文学における死と生の表現』塙書房、2022年6月。ISBN 9784827301403

共著
- 武田祐吉著、思想問題研究會編『國文學に現われたる上代の日本思想』青年教育普及會、1936年1月
- 西郷信綱・永積安明・広末保『日本文学の古典』岩波書店〈岩波新書〉、1954年（第2版、1966年2月。ISBN 4004140226）
- 志水義夫・城崎陽子『上代文学への招待』ぺりかん社、1994年7月。ISBN 4831506443

編著
- 栗原武一郎編『上代文學新選』裳華房、1927年9月
- 立命館大学編『上代文學選』立命館大学出版部、1930年9月
- 吹田潤編『上代文學選集』明治書院、1932年12月（改訂版、1940年）
- 宮崎晴美編『上代文學選』白帝社、1934年12月
- 伊藤鉄也編『海外における上代文学』国文学研究資料館、2006年2月

訳著
- ドナルド・キーン著、徳岡孝夫訳『日本文学の歴史1（古代・中世篇1）』中央公論社、1994年5月。ISBN 412403220X（中公文庫、2013年1月。ISBN 9784122057524）